# Іван Іванов (футболіст, 1942)
Іван Василев Іванов (болг. Иван Василев Иванов, 31 березня 1942, Перник — 28 травня 2006, Варна) — болгарський футболіст, що грав на позиції воротаря.
Виступав за клуби «Міньор» (Перник) та «Черно море». Всього в групі «А» провів 162 гри, в яких пропустив 165 голів. У складі національної збірної Болгарії був учасником чемпіонату світу 1962 року.

## Клубна кар'єра
Уродженець Перника, Іван Іванов розпочав свою кар'єру в місцевому «Міньорі». Дебютував у групі «А» у віці 18 років у сезоні 1959/60. Свій перший матч він зіграв 8 травня 1960 року в гостях проти «Спартака» (Пловдив), залишивши свої ворота «сухими», і поєдинок закінчився 0:0. До кінця календарного 1961 року він зіграв загалом 35 матчів у групі «А».
На початку 1962 року Іванов був призваний на військову службу і грав за команду ВМС «Черно море». Потім повернувся до рідного «Міньора». Під час свого другого перебування у команді він провів 38 ігор у південній групі «Б» — 23 у сезоні 1963/64 та 15 у сезоні 1964/65.
На початку 1965 року Іванов вдруге одягнув форму «Черно море» і залишився з «моряками» протягом наступних майже 7 років. Всього він провів 127 матчів за «Чорне море» в групі «А» і закінчив кар'єру в 1971 році.

## Виступи за збірну
У 1962 році Іванов був включений тренером Георгієм Пачеджиєвим як абсолютний дебютант до складу національної збірної Болгарії на чемпіонат світу 1962 року у Чилі. Будучи дублером Георгія Найденова Іванов на турнірі так і не зіграв.
Свій єдиний матч за національну збірну він провів 18 вересня 1963 року у товариському матчі проти Судану на національному стадіоні імені Василя Левського. Іванов вийшов у стартовому складі і у перерві його замінив Михаїл Карушков, а поєдинок закінчився внічию 1:1.
Помер 28 травня 2006 року на 65-му році життя.